# ماهواره ردیابی و بازپخش داده‌ها
ماهواره‌ای ردیابی و بازپخش داده‌ها (انگلیسی: Tracking and data relay satellite) که به اختصار TDRS نامیده می‌شود، گونه‌ای از ماهواره‌های مخابراتی است و بخشی از سامانه ماهواره‌ای ردیابی و بازپخش داده‌ها (TDRSS) به‌شمار می‌رود که توسط ناسا و دیگر آژانس‌های دولتی ایالات متحده آمریکا برای ارتباطات و تشکیل پلاتفرم‌های کاربری مستقل مانند ماهواره‌ها، بالون‌ها، فضاپیماها و ایستگاه فضایی بین‌المللی مورد استفاده قرار می‌گیرد.

## نگارخانه

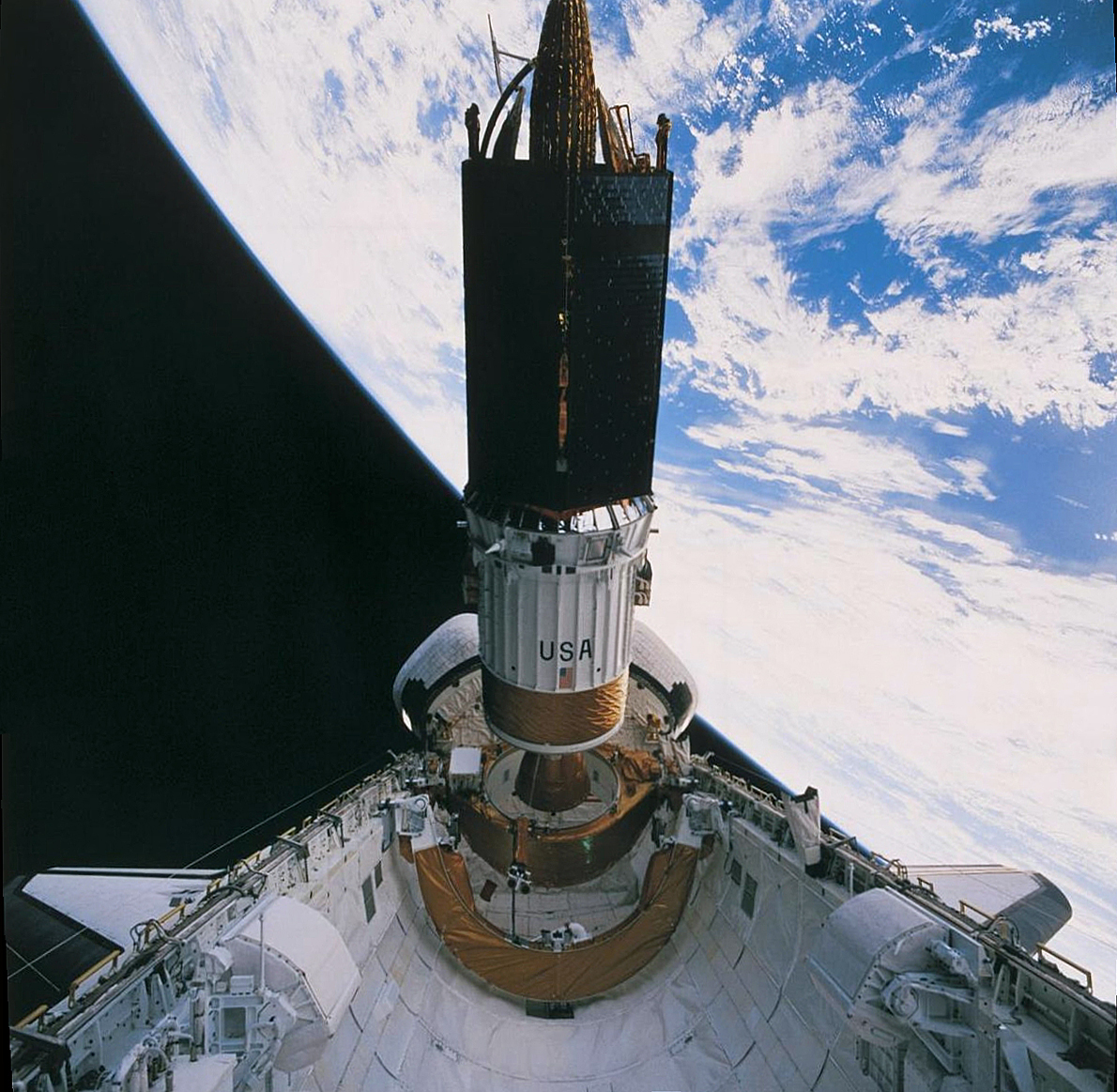
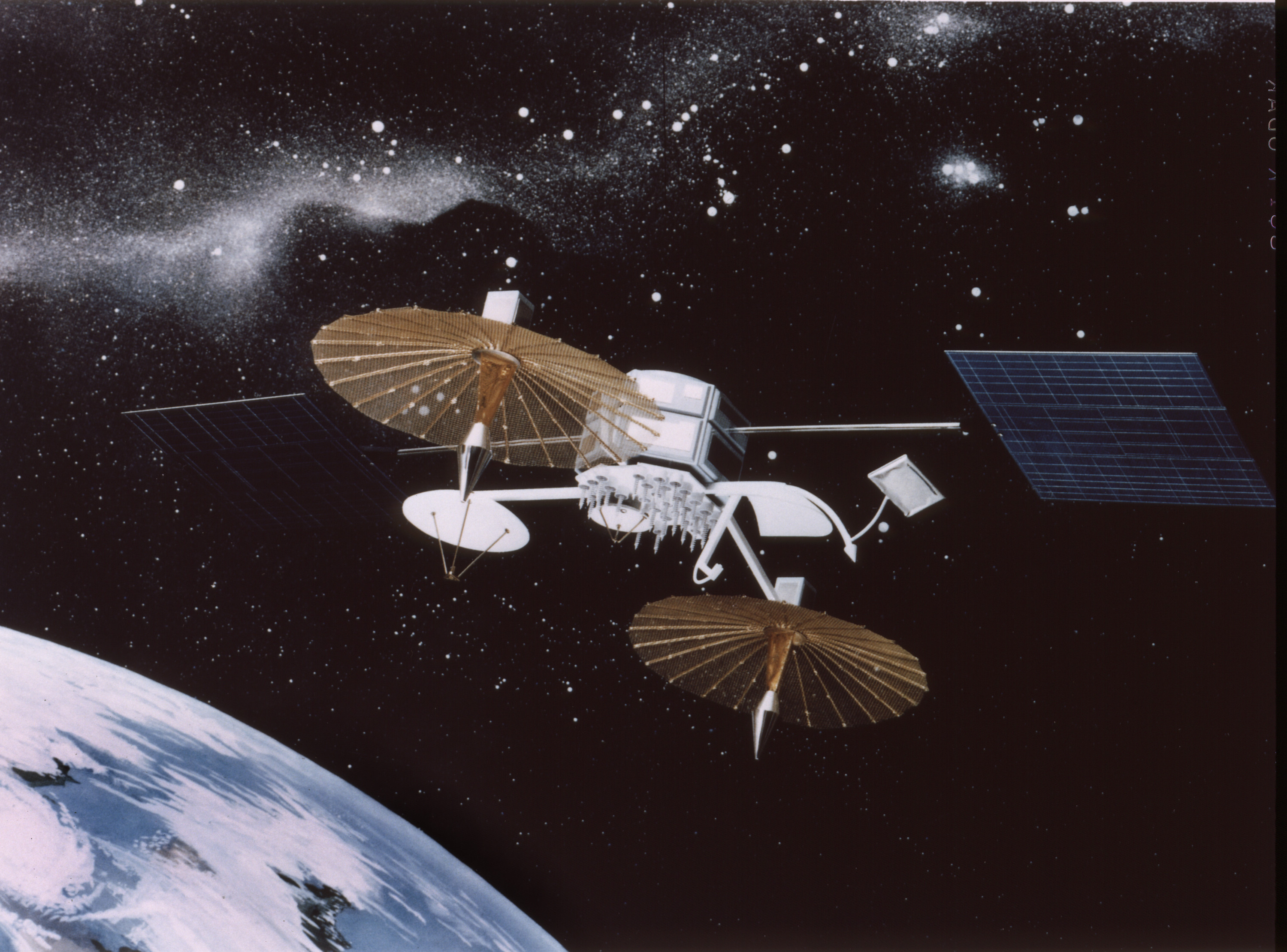
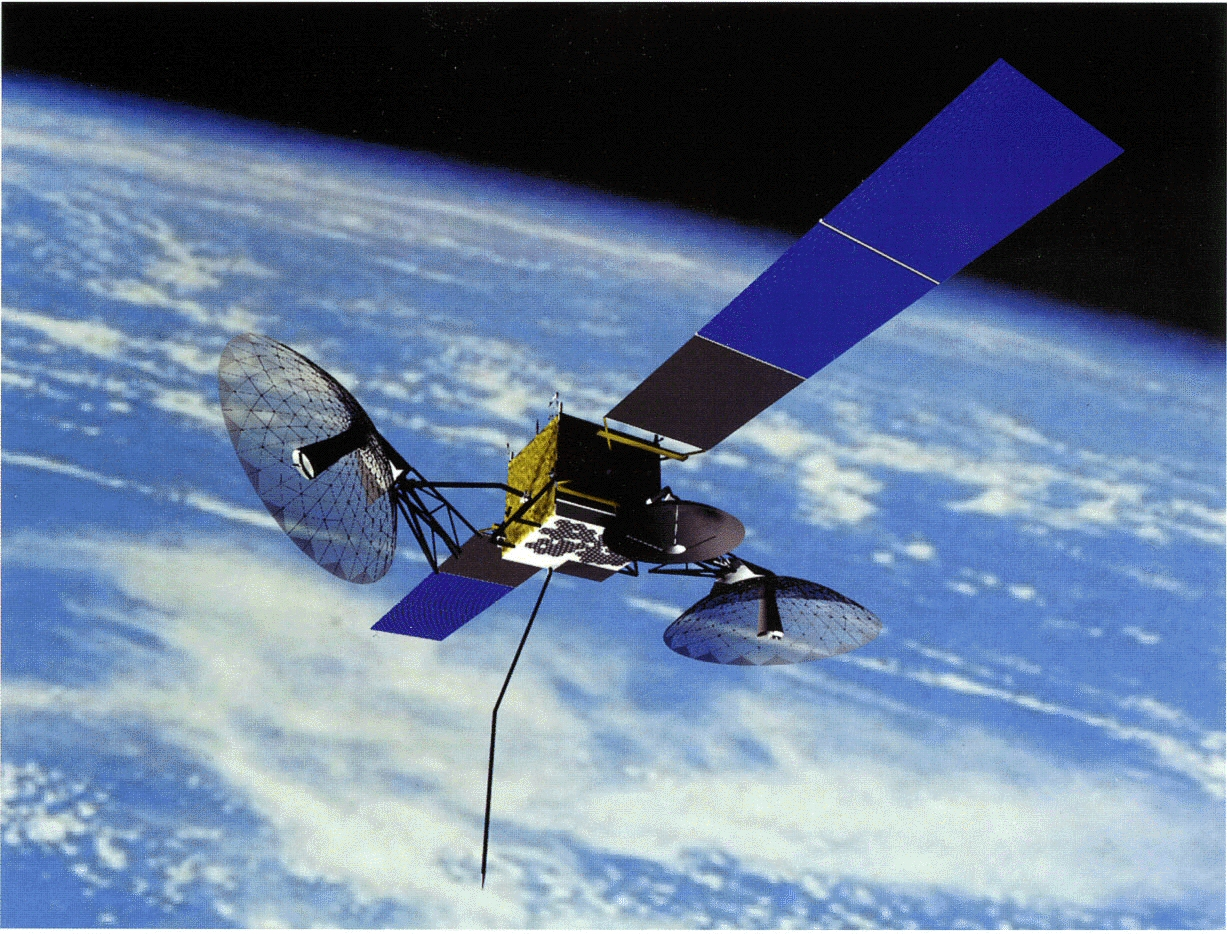
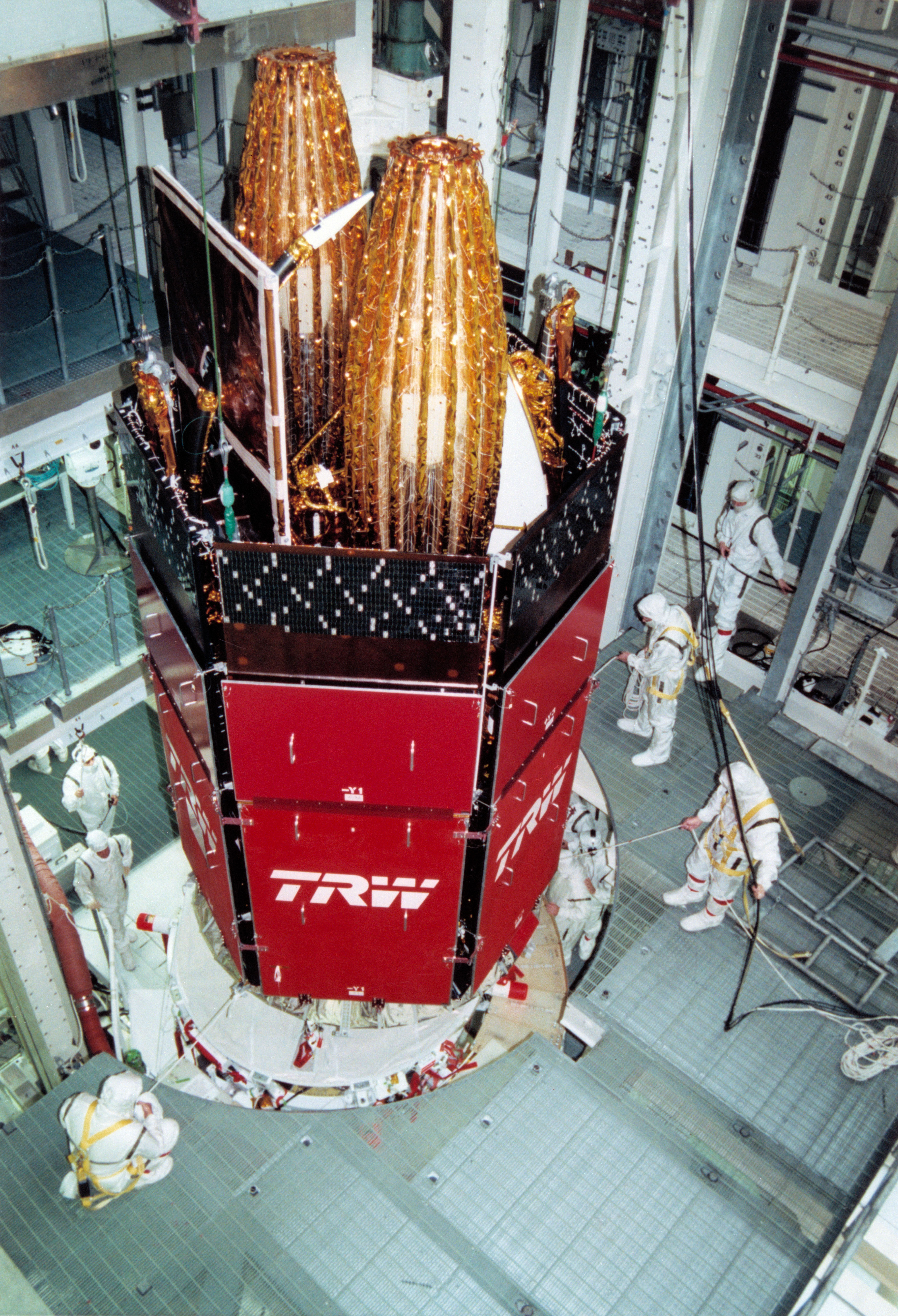
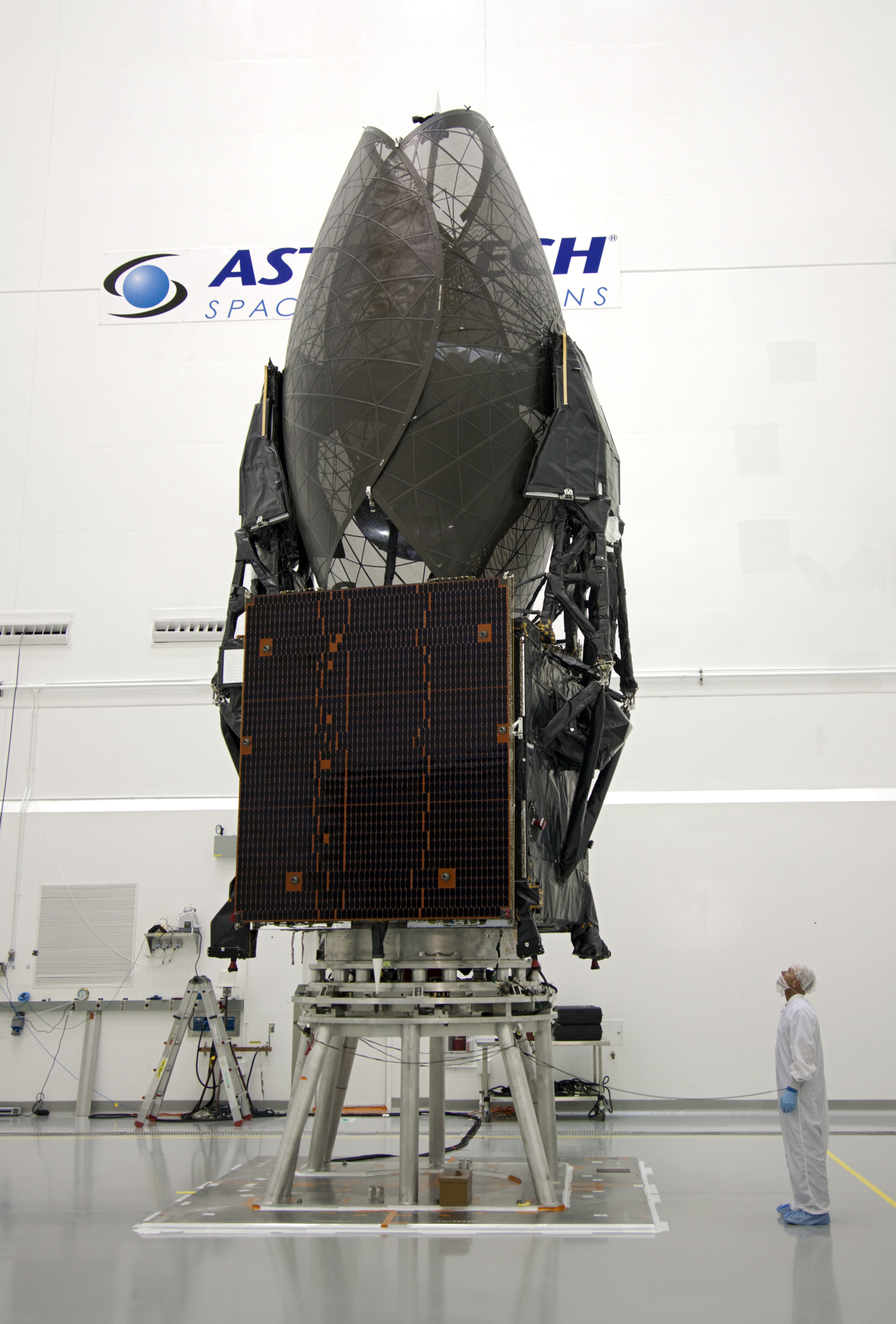